# Lijst van oorlogsmonumenten in Vlaardingen
De Nederlandse gemeente Vlaardingen heeft 7 oorlogsmonumenten. Hieronder een overzicht. 
| Nr.                             | Object                      | Herdachte groep | Ontwerper                            | Onthulling       | Type               | Locatie                                    | Plaats      | Coördinaten                   | Foto                        |
| ------------------------------- | --------------------------- | --- | ------------------------------------ | ---------------- | ------------------ | ------------------------------------------ | ----------- | ----------------------------- | --------------------------- |
| 1867                            | Geuzengraf                  | verzet Nederland |                                      | 13 maart 1984    | begraafplaats/graf | Emaus 6, 3135 JC                           | Vlaardingen | 51° 54' 58" NB, 4° 20' 46" OL | Meer afbeeldingen           |
| 1869                            | Oorlogsmonument             | verzet Nederland | Dirk Wolbers (1890-1957)             | 2 augustus 1950  | beeld/sculptuur    | Verploegh Chasséplein, 3134 BZ             | Vlaardingen | 51° 54' 35" NB, 4° 21' 7" OL  | Meer afbeeldingen           |
| 1901                            | Treurende Vrouw             | overig | Willy Kreitz (1903-1982)             | 1 april 1965     | beeld/sculptuur    | Emaus 6, 3135 JC                           | Vlaardingen | 51° 54' 58" NB, 4° 20' 46" OL | Meer afbeeldingen           |
| 1905                            | Geuzenmonument              | verzet Nederland | Leen Droppert (24-04-1930)           | 12 maart 1983    | beeld/sculptuur    | Markt, 3131 CR                             | Vlaardingen | 51° 54' 30" NB, 4° 20' 33" OL | Geuzenmonument              |
| 2347                            | Plaquette in het NS-station | burgerslachtoffers | ir. H.G.J. Schelling, H.J. Winkelman | 14 juli 1948     | plaquette          | Parallelweg 82, 3131 DH                    | Vlaardingen | 51° 54' 11" NB, 4° 20' 30" OL | Plaquette in het NS-station |
| 3044                            | Indië-monument              | militairen in dienst van het Ned. Kon. na 1945, militairen in dienst van het Ned. Kon. 1940-1945, burgers voormalig Nederlands-Indië |                                      | 14 december 1996 | gedenksteen        | Emaus 8, 3135 JC                           | Vlaardingen | 51° 54' 58" NB, 4° 20' 46" OL | Meer afbeeldingen           |
| 3724                            | Wellington-Monument         | geallieerde militairen |                                      | 15 juni 2012     | gedenksteen        | Boerderijpad, 3137                         | Vlaardingen | 51° 56' 16" NB, 4° 20' 58" OL | Meer afbeeldingen           |
| Dit oorlogsmonument op Wikidata | Stolpersteine               | vervolgden Nederland | Gunter Demnig                        |                  | relief             | Zie Lijst van Stolpersteine in Vlaardingen | Vlaardingen |                               | Meer afbeeldingen           |

Alblasserdam ·
Albrandswaard ·
Alphen aan den Rijn ·
Barendrecht ·
Bodegraven-Reeuwijk ·
Capelle aan den IJssel ·
Delft ·
Den Haag ·
Dordrecht ·
Goeree-Overflakkee ·
Gorinchem ·
Gouda ·
Hardinxveld-Giessendam ·
Hendrik-Ido-Ambacht ·
Hillegom ·
Hoeksche Waard ·
Kaag en Braassem ·
Katwijk ·
Krimpen aan den IJssel ·
Krimpenerwaard ·
Lansingerland ·
Leiden ·
Leiderdorp ·
Leidschendam-Voorburg ·
Lisse ·
Maassluis ·
Midden-Delfland ·
Molenlanden ·
Nieuwkoop ·
Nissewaard ·
Noordwijk ·
Oegstgeest ·
Papendrecht ·
Pijnacker-Nootdorp ·
Ridderkerk ·
Rijswijk ·
Rotterdam ·
Schiedam ·
Sliedrecht ·
Teylingen ·
Vlaardingen ·
Voorne aan Zee ·
Voorschoten ·
Waddinxveen ·
Wassenaar ·
Westland ·
Zoetermeer ·
Zoeterwoude ·
Zuidplas ·
Zwijndrecht